# Josh Brolin
Josh James Brolin (Santa Monica, Califòrnia 12 de febrer de 1968) és un actor de cinema i televisió estatunidenc. El seu primer paper va ser en la pel·lícula Els Goonies el 1985. Des de llavors ha aparegut en diverses pel·lícules i és conegut per papers com Llewellyn Moss en No Country for Old Men, l'Agent K en Homes de negre III, el president George W. Bush a W i Dan White en Milk, per la qual va rebre nominacions a l'Óscar i SAG com a millor actor de repartiment. Altres dels seus papers inclouen L'home sense ombra, In the Valley of Elah, American Gangster, True Grit, Sin City: A Dame to Kill For i Hail, Caesar!.

## Carrera
Va començar la seva carrera en sèries de televisió abans d'aconseguir un paper més rellevant com Brand Walsh en la pel·lícula Els Goonies (1985), dirigida per Richard Donner. Va ser tingut en compte per al paper de Tom Hanson en la sèrie 21 Jump Street; al costat de Johnny Depp van ser els finalistes per al paper, període durant el qual els dos actors es van fer amics. El paper va ser finalment per Depp. Brolin aparèixer com a convidat en un episodi de la primera temporada de la serie. Brolin va insinuar que es va allunyar del cinema durant anys després de l'estrena de la seva segona pel·lícula, Thrashin ', on segons ell va tenir una actuació "horrorosa". Durant diversos anys, va actuar en obres de teatre a Rochester, Nova York, sovint juntament al seu mentor i amic Anthony Zerbe. Un dels seus papers més importants durant els seus començaments va ser el de Wild Bill Hickok en la sèrie western de televisió The Young Riders, que va durar tres temporades (1989-1992) .Altres dues sèries de les que va formar part van ser Winnetka Road (1994) i Mister Sterling (2003), ambdues cancel·lades després de pocs episodis.

## Filmografia

### Cinema
| Any          | Títol                                 | Paper                                        | Notes                       |
| ------------ | ------------------------------------- | -------------------------------------------- | --------------------------- |
| 1985         | Els Goonies                           | Brandon "Brand" Walsh                        |                             |
| 1986         | Skateboard                            | Corey Webster                                |                             |
| 1994         | The Road Killers                      | Tom                                          |                             |
| 1996         | Un llit de roses                      | Danny                                        |                             |
| 1996         | Flirtejant amb el desastre            | Tony Kent                                    |                             |
| 1997         | Mimic                                 | Josh                                         |                             |
| 1997         | My Brother's War                      | Pete                                         |                             |
| 1997         | L'ombra de la nit                     | James Gallman                                |                             |
| 1999         | The Mod Squad                         | Billy Waites                                 |                             |
| 1999         | Best Laid Plans                       | Bryce                                        |                             |
| 1999         | Camins encreuats                      | Tennel                                       |                             |
| 2000         | L'home sense ombra                    | Matt Kensington                              |                             |
| 2000         | Slow Burn                             | Duster                                       | DVD                         |
| 2003         | Milwaukee, Minnesota                  | Gary                                         |                             |
| 2004         | Melinda i Melinda                     | Greg Earlinger                               |                             |
| 2005         | Into the Blue                         | Derek Bates                                  |                             |
| 2006         | The Dead Girl                         | Tarlow                                       |                             |
| 2007         | Grindhouse                            | Dr. William Block                            | Segment: Planet Terror      |
| 2007         | No Country for Old Men                | Llewelyn Moss                                |                             |
| 2007         | A la vall d'Elah                      | Cap Buchwald                                 |                             |
| 2007         | To Each His Own Cinema                |                                              | Segment: "World Cinema"     |
| 2007         | American Gangster                     | Detectiu Reno Trupo                          |                             |
| 2008         | W.                                    | George W. Bush                               |                             |
| 2008         | Em dic Harvey Milk                    | Dan White                                    |                             |
| 2009         | Women in Trouble                      | Nick Chapel                                  |                             |
| 2009         | The People Speak                      | Ell mateix                                   | Documental; també productor |
| 2010         | Jonah Hex                             | Jonah Hex                                    |                             |
| 2010         | The Tillman Story                     | Narrador                                     | Documental                  |
| 2010         | Coneixeràs l'home dels teus somnis    | Roy                                          |                             |
| 2010         | Wall Street: Money Never Sleeps       | Bretton James                                |                             |
| 2010         | True Grit                             | Tom Chaney                                   |                             |
| 2012         | Homes de Negre 3                      | Jove Agent K                                 |                             |
| 2013         | Gangster Squad, brigada d'elit        | John O'Mara                                  |                             |
| 2013         | Oldboy                                | Joe Doucett                                  |                             |
| 2013         | Labor Day                             | Frank Chambers                               |                             |
| 2014         | Sin City: A Dame to Kill For          | Dwight McCarthy                              |                             |
| 2014         | Pur vici                              | Tinent detectiu Christian "Bigfoot" Bjornsen |                             |
| 2014         | Guardians of galaxy                   | Thanos                                       | Cameo sense acreditar       |
| 2015         | Sicari                                | Matt                                         |                             |
| 2015         | Avengers: Age of Ultron               | Thanos                                       | Cameo sense acreditar       |
| 2015         | Everest                               | Beck Weathers                                |                             |
| 2016         | Hail, Caesar!                         | Eddie Mannix                                 |                             |
| 2017         | Only the Brave                        | Eric "Supe" Marsh                            |                             |
| 2018         | The Legacy of a Whitetail Deer Hunter | Buck Ferguson                                |                             |
| 2018         | Avengers: Infinity War                | Thanos                                       |                             |
| 2018         | Deadpool 2                            | Cable                                        |                             |
| 2018         | Sicario: Day of the Soldado           | Max Graber                                   |                             |
| 2019         | Avengers: Endgame                     | Thanos                                       |                             |
| 2021         | Flag Day                              | Oncle Beck                                   |                             |
| 2021         | Dune                                  | Gurney Halleck                               |                             |
| 2023         | Dune: Part 2                          | Gurney Halleck                               |                             |
| Per anunciar | Brothers                              |                                              | També productor             |